# Hetzler Busreisen
Hetzler Busreisen (komplette Firma: Hetzler Busreisen/Fahrschule, Inh. Martin Hetzler) ist ein deutsches Unternehmen aus Herxheim, welches Omnibusverkehr in der Südpfalz anbietet.

## Geschichte
Das Unternehmen wurde 1972 von Fritz Hetzler als Fahrschule gegründet. Die Fahrschule wurde bald durch einen Omnibusbetrieb ergänzt.
Neben dem Reiseverkehr wurden als Subunternehmen der RVS Regionalbusverkehr Südwest GmbH diverse ÖPNV-Linien in der Südpfalz bedient und, ebenfalls im Auftrag der RVS, Schülertransporte durchgeführt. Mit Wirkung zum Dezember 2012 übernahm das Unternehmen ein aus drei Linien bestehendes Linienbündel in der Südpfalz, das zuvor vom Verkehrsverbund Rhein-Neckar europaweit ausgeschrieben worden war. Diese Linien wurden vorher von der RVS betrieben.

## Unternehmensbereiche
Hetzler gliedert sich heute in vier Unternehmensbereiche:
- Fahrschule
- Busreisen
- Buslinienverkehr
- Kraftfahreraus- und -weiterbildung.

## Linien
Von Hetzler werden folgende ÖPNV-Linien (im Verkehrsverbund Rhein-Neckar) betrieben:
- Linie 590: Landau in der Pfalz – Germersheim
- Linie 596: Freisbach – Lingenfeld – Germersheim